# Out of This World
| 전문가 평가                          | 전문가 평가 |
| 평가 점수                            | 평가 점수   |
| 출처                                 | 점수        |
| ------------------------------------ | ----------- |
| AllMusic                             | [ 2 ]       |
| Classic Rock                         | [ 3 ]       |
| The Collector's Guide to Heavy Metal | 3/10        |
| Record Collector                     | [ 5 ]       |

《Out of This World》는 스웨덴의 록 밴드 유럽의 네 번째 스튜디오 음반이다. 1988년 8월 5일, 에픽 레코드를 통해 발매된 이 음반은 전 세계적으로 300만 장 이상의 판매고를 올리며 상업적으로 성공했으며, 미국 빌보드 200 차트에서 19위로 정점을 찍고 전 세계 차트에서 높은 위치에 올랐다. 이 음반은 영국 런던의 올림픽 스튜디오와 타운하우스 스튜디오에서 녹음되었다. 키 마르첼로가  처음으로 참여한 유럽 음반이다.

## 배경
〈Superstitious〉는 조이 템페스트가 작사, 작곡한 음반의 첫 번째 곡이다. 이 음반의 첫 번째 싱글이었고 유럽에서 가장 눈에 띄고 인기 있는 곡 중 하나이다. 이 곡은 1988년 7월 유럽, 오스트레일리아, 뉴질랜드에서 발매되었다. 이 곡은 노르웨이와 고국 스웨덴에서 1위에 올랐고, 《빌보드》 메인스트림 록 트랙에서 9위로 정점을 찍었다. 이 싱글은 다른 많은 유럽 차트에서도 차트에 올랐다.
〈Open Your Heart〉와 〈Let the Good Times Rock〉은 영국에서 마이너 히트곡이 되었다. 세 개의 싱글이 더 발매될 예정이었지만, 그들 중 어느 것도 차트에 오르지 못했다. 〈Sign of the Times〉는 1988년 아르헨티나에서만, 〈Tomorrow〉는 1989년 브라질에서만 싱글로 발매되었다.

## 발매
《Out of This World》는 성공적인 음반 《The Final Countdown》의 후속 음반이었지만 이전 음반의 성공과는 비교가 되지 않았다. 1988년 8월에 발매되자마자 《Out of This World》는 빌보드 200 차트에서 19위로 정점을 찍었다. 이 음반은 스위스에서 유럽에서 가장 많이 팔린 음반이다. 《Out of This World》는 미국에서 플래티넘, 스위스에서 플래티넘, 캐나다에서 골드를 달성했다.
《Out of This World》는 히트 싱글 〈Superstitious〉, 〈Open Your Heart〉, 그리고 〈Let the Good Times Rock〉을 포함했는데, 이들 모두는 뮤직 비디오가 동반되어 있었다. 〈Superstitious〉는 1988년 가을에 발매되었고, 그 음반에서 거의 틀림없이 그 밴드의 가장 인정받는 노래가 되었다. 뮤직 비디오는 음악 텔레비전에서 집중적으로 방송되었다.

## 곡 목록
모든 곡들은 특별한 언급이 없는 한 조이 템페스트에 의해 작사/작곡하였다.
| #  | 제목                        | 작사·작곡                          | 재생 시간 |
| -- | --------------------------- | ---------------------------------- | --------- |
| 1. | 〈Superstitious〉           |                                    | 4:35      |
| 2. | 〈Let the Good Times Rock〉 |                                    | 4:04      |
| 3. | 〈Open Your Heart〉         |                                    | 4:04      |
| 4. | 〈More Than Meets the Eye〉 | 템페스트, 키 마르첼로, 믹 미카엘리 | 3:20      |
| 5. | 〈Coast to Coast〉          | 템페스트, 마르첼로, 미카엘리       | 4:00      |
| 6. | 〈Ready or Not〉            |                                    | 4:05      |

| #   | 제목                   | 작사·작곡          | 재생 시간 |
| --- | ---------------------- | ------------------ | --------- |
| 7.  | 〈Sign of the Times〉  |                    | 4:15      |
| 8.  | 〈Just the Beginning〉 | 마르첼로, 템페스트 | 4:32      |
| 9.  | 〈Never Say Die〉      |                    | 4:00      |
| 10. | 〈Lights and Shadows〉 |                    | 4:04      |
| 11. | 〈Tower's Callin'〉    |                    | 3:48      |
| 12. | 〈Tomorrow〉           |                    | 3:04      |

## 인증
| 국가                                                  | 인증     | 판매량/출하량 |
| ----------------------------------------------------- | -------- | ------------- |
| 캐나다 (뮤직 캐나다)                                  | 골드     | 50,000^       |
| 프랑스 (SNEP)                                         | 골드     | 100,000*      |
| 스페인 (PROMUSICAE)                                   | 골드     | 50,000^       |
| 스웨덴 (GLF)                                          | 플래티넘 | 100,000^      |
| 스위스 (IFPI 스위스)                                  | 골드     | 25,000^       |
| 미국 (RIAA)                                           | 플래티넘 | 1,000,000^    |
| *판매량을 기반으로 한 인증 ^출하량을 기반으로 한 인증 |          |               |